# 倫敦影展

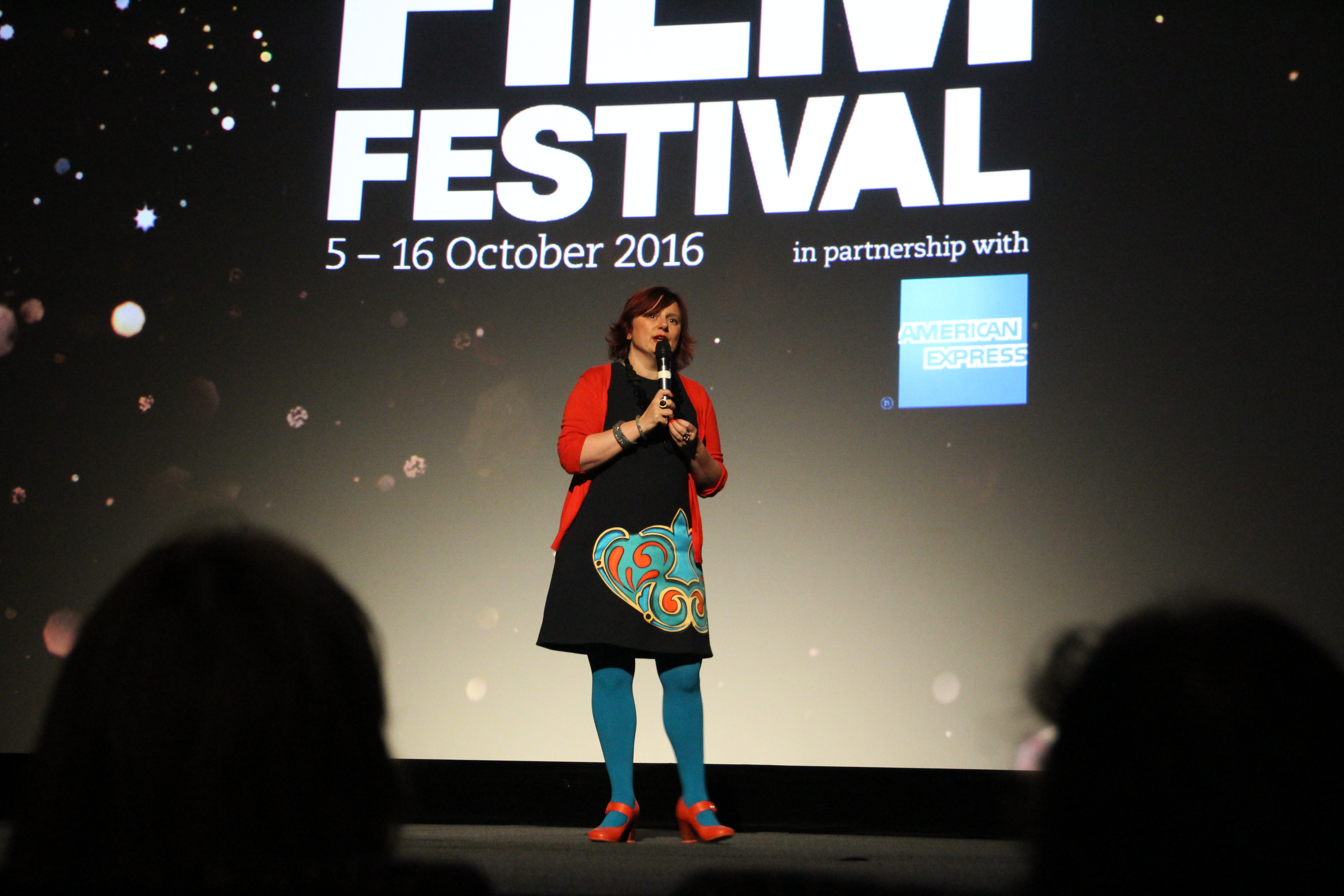
克萊爾·斯圖爾特在2016年影展

倫敦影展（英語：London Film Festival）由英國電影協會（BFI）在每年的10月下旬舉行，是英國最大的電影活動，每年評選全世界近50個國家的300部影片，包括紀錄片與短片。影展匯集了世界上優秀的電影，無論是資深或新進影人的作品，均可在此展現獨到的創意、遠見與想像力。影展的周邊活動包括公眾論壇、教育活動、講座與大師講堂等。

## 歷史
倫敦影展始於1953年。影評人們認為如坎城影展、威尼斯影展、柏林影展一般，倫敦應有屬於自身的影展活動。同年，英國電影協會選在國家電影院（BFI南岸劇院前身）開幕後一天的10月16日舉辦第1屆倫敦影展。
最初設立的目標是期許成為「影展中的影展」，從優秀的作品中遴選出更優秀的作品，範圍甚至涵蓋坎城影展與威尼斯影展的評選。首屆影展由黑澤明、薩雅吉·雷、小津安二郎、盧奇諾·維斯孔蒂與安德烈·華依達等人評選出15至20部電影。
除了自詡為「影展中的影展」，倫敦影展之於今日影壇的意義在於發掘重要且令人振奮的電影人才。影展每年吸引來自全球各地的電影專業人士與新聞媒體，然而更重要的是提供影迷在影展的交流平臺有一睹為快的機會。

## 獎項
獎項無資深與新進影人之分。
- 薩瑟蘭獎（The Sutherland Trophy）
- 格利爾森獎（The Grierson Award）：頒發給最佳長篇紀錄片。

自2009年起，將以下獎項獨立成為新的頒獎項目。
- 最佳影片獎（Best Film Award）：獎勵原創、富想像力的電影製作。
- 最佳新人獎（Best British Newcomer Award）：獎勵新進英國電影人才。
- 英國電影協會獎勵金（BFI Fellowships）

## 外部連結
- 英國電影協會 （页面存档备份，存于）
- 倫敦影展 （页面存档备份，存于）